# Pompeo Sarnelli
Pompeo Sarnelli (Polignano a Mare, 16 gennaio 1649 – Bisceglie, 7 luglio 1724) è stato un vescovo cattolico e storico italiano.

## Biografia

### La formazione

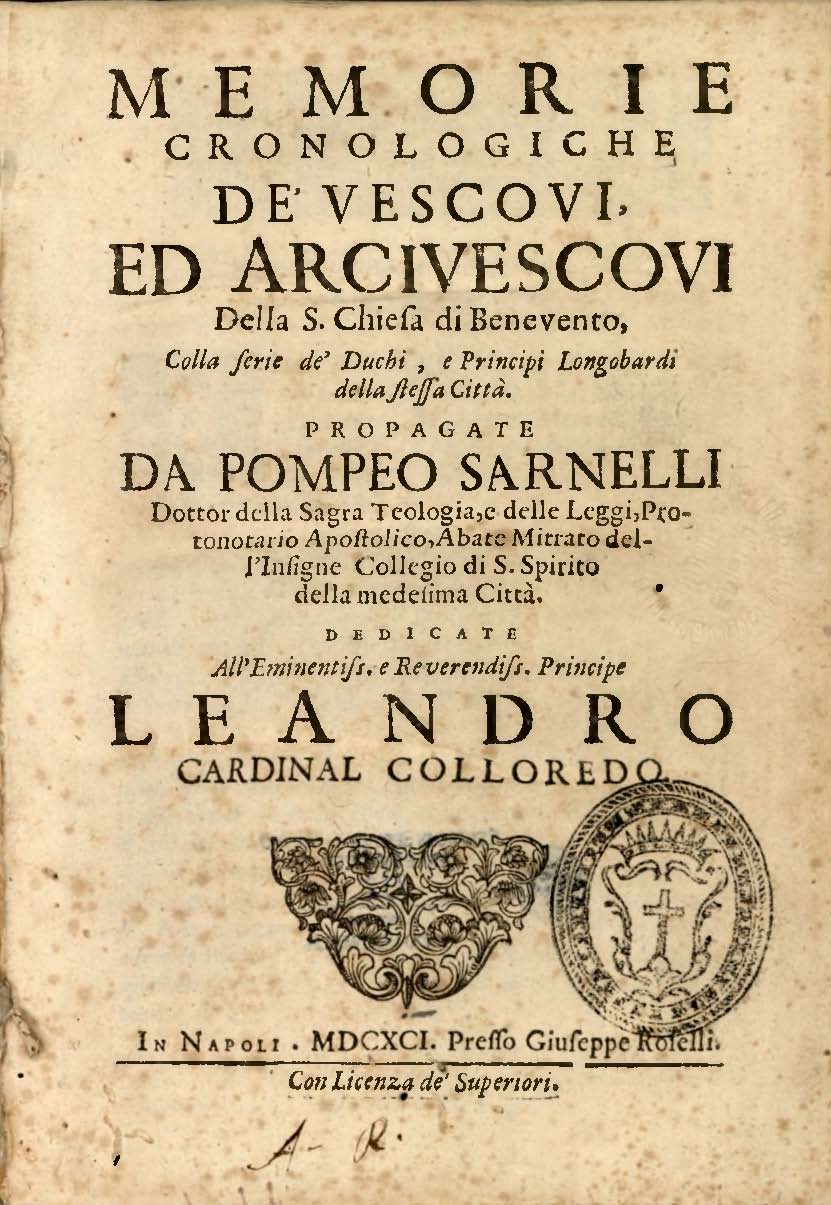
Memorie cronologiche de' Vescovi ed Arcivescovi della S. Chiesa di Benevento, 1691

Nacque a Polignano a Mare in via dei Mulini, il 16 gennaio 1649, da Francesco “militiate cataphractae neapolitani regni eques”, probabilmente originario della città di Sarno, e da Maddalena Lepore.
Dal libro dei battezzati dell'anno 1649 risulta che al neonato furono imposti i nomi di Luca, Vito, Pompeo.

All'età di quattordici anni, il forte interesse verso gli studi ne provocò la fuga di casa verso la capitale partenopea, dove proseguì gli studi sotto la guida di autorevoli maestri.

Venne ordinato sacerdote il 14 marzo 1672.

Ottenuto il sacerdozio, e avendo già dimostrato acume ed ingegno, non ancora trentenne, fu insignito del titolo di Protonotario Apostolico ed aggregato all'Accademia degli “Spensierati” di Rossano. In questo periodo il cardinale Pietro Francesco Maria Orsini, frate predicatore domenicano col nome di Vincenzo Maria, già Arcivescovo di Manfredonia e futuro Benedetto XIII,  ebbe modo di conoscere le doti intellettuali del Sarnelli nelle discipline ecclesiastiche, e apprezzandone l'acume e l'ingegno lo nominò suo aiutante di studio. Il Sarnelli seguì il cardinale Orsini sia quando venne trasferito nel 1680 alla cattedra Arcivescovile di Cesena, e sia quando Papa Innocenzo XI lo inviò nel 1685 all'Arcivescovado di Benevento. A Cesena il Sarnelli non si lasciò sfuggire l'opportunità di addottorarsi in giurisprudenza presso quella università e in teologia alla Sapienza di Roma.

A Benevento i governanti municipali ascrissero il Sarnelli al patriziato della città. Con bolla arcivescovile del 6 aprile 1688 il Sarnelli fu nominato abate dell'insigne Collegio di S. Spirito. Il 5 giugno del 1688 venne sottratto vivo da sotto le macerie del terremoto che si abbatté sul Beneventano.

Nel 1689 il Sarnelli è assistente dell'Orsini durante il conclave che elesse Papa Alessandro VIII, e da quest'ultimo ebbe il titolo di conte Palatino.

Venuto nel 1691 al pontificato lo spinazzolano Antonio Pignatelli col nome di Innocenzo XII, su proposta dello stesso Orsini, Pompeo Sarnelli fu eletto vescovo di Bisceglie, facendovi solenne ingresso il 18 maggio del 1692.

### Il vescovado di Bisceglie (1692 - 1724)

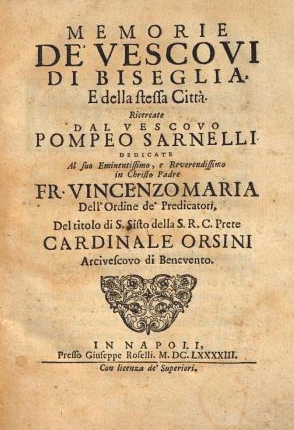
Memorie de' Vescovi di Biseglia

Entrato in possesso della diocesi di Bisceglie fu anche delegato apostolico della diocesi di Molfetta.

Durante l'episcopato, avendo ereditato la tutela spirituale di circa 6000 anime, egli divise il suo tempo fra la zelante amministrazione della diocesi e l'indefessa cultura delle lettere: oggi viene ritenuto tra i maggiori scrittori del suo tempo.

Implacabile nel combattere la dilagante rilassatezza dei costumi laici ed ecclesiastici nella città di cui era vescovo, si attivò alla ricerca delle origini della stessa, intensificò l'istruzione religiosa, curò il decoro delle sue chiese.

Scrittore di vasta erudizione, nella sua vita scrisse e diede alle stampe ben oltre 59 opere che ebbero vasta diffusione e ristampate in diverse edizioni nei secoli successivi.

Egli dedicò alla città di cui era vescovo il libro "Memorie de' Vescovi di Biseglia e della stessa città", stampato a Napoli presso il tipografo Giuseppe Roselli nel 1693. Grazie a quest'opera, nonostante alcune incongruenze sulla esposizione di alcuni fatti storici, oggi il Sarnelli è considerato come lo storico più antico della città di Bisceglie.
L'attività del Sarnelli fu rivolta anche verso il recupero del Seminario e del vetusto Palazzo Vescovile di Bisceglie. Con i lavori di recupero del palazzo, oggi sede del Museo Diocesano, avviati nel 1693, venne addossato alla facciata principale un loggiato con archi a tutto sesto poggianti su due ordini di colonne e con volte a crociera.

Egli attuò una rigida riforma nell'amministrazione delle confraternite.
Nel 1710 Sarnelli pubblicò in lingua italiana le Annotazioni sopra il libro degli Egregori del s. profeta Henoch (Venezia: Antonio Bortoli, 1710), un'opera fondamentale per gli studi sugli Apocrifi dell'Antico Testamento in quanto si tratta del primo commentario in Europa sul Libro di Enoch basato sui frammenti di Giorgio Sincello, secondo l'edizione del 1703 di Scipione Sgambati.
Si spense il 7 luglio 1724.
Riposa nella cripta della cattedrale, nel sepolcro che aveva fatto preparare per se stesso e per i suoi successori. Due mesi prima, il cardinale Orsini, che era stato suo mecenate, venne assunto al pontificato con il nome di Benedetto XIII.

## Opere
- La Posillecheata, un'imitazione in dialetto napoletano del "Cunto de li cunti" di Basile
- Memorie cronologiche de' Vescovi ed Arcivescovi della S. Chiesa di Benevento
- Memorie de' Vescovi di Biseglia
- Nuova Guida de'Forestieri, e dell'Istoria di Napoli
- Annotazioni sopra il libro degli Egregori del s. profeta Henoch, apocrifo per la troppa antichità. Opera antichissima, e novissima, senza autorità; ma non senza utilità degli studiosi. (Venezia: Antonio Bortoli, 1710)

### Riconoscimenti
Al vescovo Sarnelli, il Comune di Bisceglie ha dedicato la Biblioteca comunale, attualmente ubicata nell'antico monastero di Santa Croce in via Frisari.
Inoltre, annualmente presso la città di Bisceglie, si svolge il Premio Internazionale "Mons. Pompeo Sarnelli", giunta alla XIV edizione, che prevede la premiazione di cittadini distintisi nei settori: ecclesiastico, istituzionale, giuridico-istituzionale, militare, archeologico-artistico-letterario, medico-scientifico.
L'Amministrazione Comunale di Bisceglie in persona del Sindaco Avv. Francesco Carlo SPINA, in collaborazione con l'Associazione Culturale "Mons. Pompeo Sarnelli" presieduta dall' Uff. Francesco MASSIMILIANO ha istituito nel 2004 il PREMIO INTERNAZIONALE “MONS. POMPEO SARNELLI” ispirato alla figura e all'opera dell'omonimo Prelato, Vescovo e letterato di grande levatura morale e dottrinale che ha retto, conferendovi grande lustro, alla Diocesi di Bisceglie dal 1692 al 1724. 
L'idea del Premio, giunto alla XIV edizione è nata dalla esigenza di tributare un giusto e meritato riconoscimento all’insigne Presule umanista Polignanese, che fu stretto collaboratore del cardinal Vincenzo Maria Orsini, il futuro Papa Benedetto XIII  e Vescovo dell'antica Diocesi di Bisceglie dal 1692 al 1724, la cui poliedrica personalità manifestatasi nei campi più disparati, ha informato di sé la storia cittadina sia attraverso una fervente attività pastorale, sia mediante la realizzazione di opere e scritti di particolare pregio, frutto di curiosità intellettuale, ingegno e capacità assolutamente fuori dal comune.
Il Premio, raffigurante un busto bronzeo del Sarnelli, forte del Riconoscimento dell'allora Presidente della Repubblica Italiana e del Patrocinio della Regione Puglia e della Provincia di Bari e che il prossimo luglio celebrerà la sua XIV Edizione è annualmente assegnato ad Illustri Personaggi che si sono distinti nei campi in cui spaziò l'opera Pastorale del Sarnelli: Ecclesiastico, Letterario, Scientifico, Archeologico, Medico, dell'Architettura, della Comunicazione, dell'Attività artistica, della Giustizia, Politico-Istituzionale e Sociale. Il  6 giugno del 2007, il Premio Speciale "Mons. Pompeo Sarnelli", una statuetta argentea raffigurante il Presule Polignanese, è stato consegnato, in un momento privato durante l'Udienza Pubblica del mercoledì all'emerito Santo Padre Benedetto XVI e il 25 settembre del 2013 fu consegnata in udienza privata all'attuale  Papa Francesco.

## Genealogia episcopale
La genealogia episcopale è:
- Cardinale Scipione Rebiba
- Cardinale Giulio Antonio Santori
- Cardinale Girolamo Bernerio, O.P.
- Arcivescovo Galeazzo Sanvitale
- Cardinale Ludovico Ludovisi
- Cardinale Luigi Caetani
- Cardinale Ulderico Carpegna
- Cardinale Paluzzo Paluzzi Altieri degli Albertoni
- Papa Benedetto XIII
- Vescovo Pompeo Sarnelli